# Ардеу
Ардеу (рум. Ardeu) — село у повіті Хунедоара в Румунії. Входить до складу комуни Балша.
Село розташоване на відстані 290 км на північний захід від Бухареста, 24 км на північний схід від Деви, 90 км на південний захід від Клуж-Напоки.

## Населення
За даними перепису населення 2002 року у селі проживали 73 особи, з них 69 осіб (94,5%) румунів. Усі жителі села рідною мовою назвали румунську.